# حشره‌خوارهای دندان‌سفید
حشره‌خوارهای دندان‌سفید (نام علمی: Crocidura) نام یک سرده از تیره حشره‌خواران است. این سده با داشتن ۱۸۲ عضو دارای بیشترین تعداد گونه در میان همه سرده‌های پستانداران است.

## فهرست گونه‌ها
- حشره‌خوار الکساندر (C. aleksandrisi)
- حشره‌خوار کوهستانی شرق آفریقا (C. allex)
- حشره‌خوار آندامان (C. andamanensis)
- C. annamitensis[۱]
- حشره‌خوار آنسل (C. ansellorum)
- حشره‌خوار عربی (C. arabica)
- حشره‌خوار ترکیه‌ای (C. arispa)
- حشره‌خوار ارمنی (C. armenica)
- حشره‌خوار خاکستری آسیایی (C. attenuata)
- حشره‌خوار هون (C. attila)
- حشره‌خوار بیلی (C. baileyi)
- حشره‌خوار کینابالو (C. baluensis)
- حشره‌خوار باتاک (C. batakorum)
- حشره‌خوار بیتس (C. batesi)
- حشره‌خوار میندانائو (C. beatus)
- حشره‌خوار بکاری (C. beccarii)
- حشره‌خوار  بوتگو (C. bottegi)
- حشره‌خوار بیل (C. bottegoides)
- حشره‌خوار دم‌ضخیم (C. brunnea)
- حشره‌خوار بوتیکوفر (C. buettikoferi)
- حشره‌خوار سربی آفریقایی (C. caliginea)
- حشره‌خوار جزایر قناری (C. canariensis)
- حشره‌خوار خزر (C. caspica)
- حشره‌خوار سیندرلا (C. cinderella)
- حشره‌خوار دندان‌سفید کنگو (C. congobelgica)
- C. cranbrooki[۱]
- حشره‌خوار پادراز (C. crenata)
- حشره‌خوار کروسه (C. crossei)
- حشره‌خوار مشکین قرمز-خاکستری (C. cyanea)
- حشره‌خوار دنت (C. denti)
- حشره‌خوار دسپرت (C. desperata)
- حشره‌خوار ذفار (C. dhofarensis)
- حشره‌خوار مشین دم‌دراز (C. dolichura)
- حشره‌خوار مشکین دوست (C. douceti)
- حشره‌خوار چینزومی (C. dsinezumi)
- حشره‌خوار آیزنتروت (C. eisentrauti)
- حشره‌خوار الگون (C. elgonius)
- حشره‌خوار کشیده (C. elongata)
- حشره‌خوار هیتر (C. erica)
- حشره‌خوار فیشر (C. fischeri)
- حشره‌خوار مشکین قرمز بزرگ (C. flavescens)
- حشره‌خوار فلاور (C. floweri)
- حشره‌خوار برونئی (C. foetida)
- حشره‌خوار فاکس (C. foxi)
- حشره‌خوار آسیای جنوب شرقی (C. fuliginosa)
- حشره‌خوار ساوانا (C. fulvastra)
- حشره‌خوار دندان‌سفید دودی (C. fumosa)
- حشره‌خوار مشکین دورنگ (C. fuscomurina)
- حشره‌خوار گلاس (C. glassi)
- حشره‌خوار دندان‌سفید گملین (C. gmelini)
- حشره‌خوار جالوت (C. goliath)
- حشره‌خوار مشکیت پیتر (C. gracilipes)
- حشره‌خوار سربزرگ (C. grandiceps)
- حشره‌خوار بزرگ میندانائو (C. grandis)
- حشره‌خوار گراس (C. grassei)
- حشره‌خوار لوزن (C. grayi)
- حشره‌خوار گرین‌وود (C. greenwoodi)
- C. guy[۱]
- حشره‌خوار هارنا (C. harenna)
- Crocidura hikmiya[۲]
- حشره‌خوار هیلدگارد (C. hildegardeae)
- حشره‌خوار هیل (C. hilliana)
- حشره‌خوار مشکین سرخ کوچک (C. hirta)
- حشره‌خوار مهره‌دار آندامان (C. hispida)
- حشره‌خوار هورسفیلد (C. horsfieldii)
- حشره‌خوار هوتان (C. hutanis)
- حشره‌خوار دندان‌سفسد آفریقای شمالی (C. ichnusae)
- حشره‌خوار هندوچین (C. indochinensis)
- حشره‌خوار جکسون (C. jacksoni)
- حشره‌خوار جنکینز (C. jenkinsi)
- حشره‌خوار جوونت (C. jouvenetae)
- حشره‌خوار کاتینکا (C. katinka)
- حشره‌خوار که گو، Crocidura kegoensis[۳]
- حشره‌خوار کیوو (C. kivuana)
- حشره‌خوار لاموت (C. lamottei)
- حشره‌خوار موبلند کیوو (C. lanosa)
- حشره‌خوار دندان‌سفید یوسوری (C. lasiura)
- حشره‌خوار لاتونا (C. latona)
- حشره‌خوار سولاوسی (C. lea)
- حشره‌خوار بزرگ سوماترا (C. lepidura)
- حشره‌خوار دورنگ (C. leucodon)
- حشره‌خوار کوچک سوماترا (C. levicula)
- حشره‌خوار دم‌برهنه (C. littoralis)
- حشره‌خوار باتلاقی ساوانا (C. longipes)
- حشره‌خوار لوچینا (C. lucina)
- حشره‌خوار لودیا (C. ludia)
- حشره‌خوار ماه‌وار (C. luna)
- حشره‌خوار موریتانیایی (C. lusitania)
- حشره‌خوار مک‌آرتور (C. macarthuri)
- حشره‌خوار مک‌میلان (C. macmillani)
- حشره‌خوار نیرو (C. macowi)
- حشره‌خوار مالزیایی (C. malayana)
- حشره‌خوار ماننگوبا (C. manengubae)
- حشره‌خوار مشکین ماکاواسی (C. maquassiensis)
- حشره‌خوار مشکین باتلاق (C. mariquensis)
- حشره‌خوار دم‌برهنه باریک‌اندام (C. maurisca)
- حشره‌خوار جاوه‌ای (C. maxi)
- حشره‌خوار میندورو (C. mindorus)
- حشره‌خوار دم‌دراز سریلانکایی (C. miya)
- حشره‌خوار کلیمانجارو (C. monax)
- حشره‌خوار سوندا (C. monticola)
- حشره‌خوار دندان‌سفید مونتان (C. montis)
- حشره‌خوار دم‌دراز آفریقای غربی (C. muricauda)
- حشره‌خوار جنگلی خزه (C. musseri)
- حشره‌خوار مشکین اوگاندایی (C. mutesae)
- حشره‌خوار کوتوله سومالیایی (C. nana)
- حشره‌خوار کوتوله ساوانا (C. nanilla)
- حشره‌خوار شبه‌جزیره‌ای (C. negligens)
- حشره‌خوار نگرو (C. negrina)
- حشره‌خوار نیکوبار (C. nicobarica)
- حشره‌خوار نیجریایی (C. nigeriae)
- حشره‌خوار دندان‌سفید سیاه‌گون (C. nigricans)
- حشره‌خوار پاسیاه (C. nigripes)
- حشره‌خوار سیاه آفریقایی (C. nigrofusca)
- حشره‌خوار نیمبا (C. nimbae)
- حشره‌خوار سیبویه‌ای (C. ninoyi)[۴]
- حشره‌خوار نایوبی (C. niobe)
- حشره‌خوار کوتوله آفریقای غربی (C. obscurior)
- حشره‌خوار بزرگ آفریقایی (C. olivieri)
- حشره‌خوار شرقی (C. orientalis)
- حشره‌خوار ریوکیو (C. orii)
- حشره‌خوار پالاوان (C. palawanensis)
- حشره‌خوار پانای (C. panayensis)
- حشره‌خوار دم‌دراز سوماترا (C. paradoxura)
- حشره‌خوار پاکوچک (C. parvipes)
- حشره‌خوار ریزجثه ساحلی (C. pasha)
- حشره‌خوار خاکستری روشن (C. pergrisea)
- حشره‌خوار گورامبا (C. phaeura)
- C. phanluongi
- حشره‌خوار فو هوک،  Crocidura phuquocensis
- حشره‌خوار کامرونی (C. picea)
- حشره‌خوار پیتمان (C. pitmani)
- حشره‌خوار سرصاف (C. planiceps)
- حشره‌خوار مشکین فریز (C. poensis)
- حشره‌خوار پولیا (C. polia)
- حشره‌خوار دندان‌سفید کشمیر (C. pullata)
- حشره‌خوار رینی (C. raineyi)
- حشره‌خوار نگو (C. ramona)
- حشره‌خوار دندان‌سفید چینی (C. rapax)
- حشره‌خوار کوتوله مصری (C. religiosa)
- حشره‌خوار دست‌سفید سوالسی (C. rhoditis)
- حشره‌خوار روزولت (C. roosevelti)
- حشره‌خوار دندان‌سفید بزرگ (C. russula)
- C. sapaensis[۵]
- حشره‌خوار فروبوم اوگاندایی (C. selina)
- حشره‌خوار صخره‌ای کوچک (C. serezkyensis)
- حشره‌خوار دندان‌سفید کوچک آسیایی (C. shantungensis)
- حشره‌خوار سیبری (C. sibirica)
- حشره‌خوار سیسیلی (C. sicula)
- حشره‌خوار مشکین خاکستری-قهوه‌ای کوچک (C. silacea)
- حشره‌خوار مشکین صحرایی (C. smithii)
- حشره‌خوار سوکولوف، Crocidura sokolovi
- حشره‌خوار سومالی (C. somalica)
- حشره‌خوار باتلاقی سوهازی (C. stenocephala)
- حشره‌خوار دندان‌سفید کوچک (C. suaveolens)
- حشره‌خوار ایرانی (C. susiana)
- حشره‌خوار خاکستری تایوانی (C. tanakae)
- حشره‌خوار تانزانیایی (C. tansaniana)
- حشره‌خوار تارلا (C. tarella)
- حشره‌خوار صحرایی (C. tarfayensis)
- حشره‌خوار تلفورد (C. telfordi)
- حشره‌خوار تیمور (C. tenuis)
- حشره‌خوار تالیا (C. thalia)
- حشره‌خوار ترز (C. theresae)
- حشره‌خوار سائو تومه (C. thomensis)
- حشره‌خوار جزیره کریسمس (C. trichura)
- حشره‌خوار توربو (C. turba)
- حشره‌خوار کنیایی (C. ultima)
- حشره‌خوار اوسامبارا (C. usambarae)
- حشره‌خوار ساوانایی (C. viaria)
- حشره‌خوار مامفه (C. virgata)
- حشره‌خوار ووآ (C. voi)
- حشره‌خوار حریص (C. vorax)
- حشره‌خوار بانکا (C. vosmaeri)
- حشره‌خوار ریوکیو کوچک (C. watasei)
- حشره‌خوار ویتکر (C. whitakeri)
- حشره‌خوار ویمر (C. wimmeri)
- حشره‌خوار جزیره هاینان (C. wuchihensis)
- حشره‌خوار زاناتیپ (C. xantippe)
- حشره‌خوار یانکاری (C. yankariensis)
- حشره‌خوار زایتسف،  Crocidura zaitsevi*
- حشره‌خوار زفیر (C. zaphiri)
- حشره‌خوار صخره‌ای زاروندی (C. zarudnyi)
- حشره‌خوار اوپمبا (C. zimmeri)
- حشره‌خوار کرت (C. zimmermanni)